# Shumpei Fukahori
Shumpei Fukahori (japanisch 深堀 隼平 Fukahori Shumpei; * 29. Juni 1998 in Nagakute) ist ein japanischer Fußballspieler.

## Karriere
Fukahori erlernte das Fußballspielen in der Jugendmannschaft von Nagoya Grampus. Seinen ersten Vertrag unterschrieb er 2017 bei seinem Jugendverein. Der Verein spielte in der zweithöchsten Liga des Landes, der J2 League. Am Ende der Saison 2017 stieg der Verein in die erste Liga auf. 2019 wurde er nach Portugal an Vitória Guimarães ausgeliehen. Hier spielte er viermal mit der Zweiten Mannschaft in der Zweiten Liga, der Segunda Liga. Im Juli 2019 kehrte er zu Nagoya zurück. Die Saison 2020 wurde er an den Zweitligisten Mito HollyHock nach Mito ausgeliehen. 2020 stand er für Mito 20-mal in der Zweiten Liga auf dem Spielfeld. Nach Ende der Ausleihe wurde er von Mito am 1. Februar 2021 fest unter Vertrag genommen. Ende Juli 2021 wechselte er auf Leihbasis zum Drittligisten FC Gifu. Für Gifu absolvierte er 14 Spiele in der dritten Liga. Nach der Ausleihe kehrte er zu Mito zurück. Hier wurde sein Vertrag nicht verlängert. Am 1. Februar 2022 verpflichtete ihn der ebenfalls in der zweiten Liga spielende Thespakusatsu Gunma. In der Saison 2022 bestritt er für Gunma 29 Zweitligaspiele. Zu Beginn der Saison 2023 wechselte er auf Leihbasis nach Matsuyama zum Drittligisten Ehime FC.